# Arbeitsgericht Altena
Das Arbeitsgericht Altena war ein preußisches Arbeitsgericht mit Sitz in Altena.

## Geschichte
Gemäß Arbeitsgerichtsgesetz vom 23. Dezember 1926 wurden in Deutschland Arbeitsgerichte gebildet. Diese waren nur in der ersten Instanz organisatorisch selbstständige Gerichte, die Landesarbeitsgerichte waren den Landgerichten zugeordnet. Am Landgericht Hagen entstand so 1927 das Landesarbeitsgericht Hagen als eines von fünf Landesarbeitsgerichten im Bezirk des Oberlandesgerichtes Hamm. In Altena entstand das Arbeitsgericht Altena. Sein Sprengel umfasste die Bezirke der Amtsgerichte Altena, Lüdenscheid, Meinerzhagen und Plettenberg. Es bestand jeweils eine Kammer für Arbeiter, für Angestellte und für Handwerk.
Nach der Besetzung Deutschlands durch die Alliierten wurden 1945 zunächst alle Gerichte geschlossen. Die ordentlichen Gerichte wurden schon bald wieder eröffnet, während die Arbeitsgerichte zunächst nicht wieder eingerichtet wurden, so dass arbeitsgerichtliche Streitigkeiten von den ordentlichen Gerichten erledigt werden mussten. Gemäß Kontrollratsgesetz 21 vom 30. März 1946 sollten in Deutschland Arbeitsgerichte aufgebaut werden. Das Arbeitsgericht Altena entstand dabei nicht neu.